# 海因茨-赫尔穆特·韦林
海因茨-赫尔穆特·韦林（德語：Heinz-Helmut Wehling，1950年9月8日—），德国男子摔跤运动员。他曾代表东德参加1972年和1976年夏季奥林匹克运动会摔跤比赛，获得一枚银牌和一枚铜牌。